# Дравеј
Дравеј (фр. Draveil) насеље је и општина у Француској у Париском региону, у департману Есон која припада префектури Еври.
По подацима из 2011. године у општини је живело 28.646 становника, а густина насељености је износила 1818,79 становника/km². Општина се простире на површини од 15,8 km². Налази се на средњој надморској висини од 55 метара (максималној 79 m, а минималној 33 m).

## Демографија
| 1962.  | 1968.  | 1975.  | 1982.  | 1990.  | 2011.  |
| ------ | ------ | ------ | ------ | ------ | ------ |
| 18.124 | 25.352 | 28.602 | 26.543 | 27.867 | 28.646 |

График промене броја становника у току последњих година